# Transportorul blindat AM7
Transportorul blindat AM7 este o autospecială pentru transport și intervenție cu protecție mărită fabricată în România de către Automecanica Moreni.